# رقیه کبیری
رقیه کبیری متولد ۱۳۴۱ در خوی، رمان‌نویس، داستان‌نویس و شاعر ایرانی از منطقه آذربایجان است.
رقیه کبیری که تاکنون بیش از ۱۹ اثر به چاپ رسانیده، بیشتر آثار خود را به زبان ترکی آذربایجانی نوشته است.
سه کتاب «اوره‌ییم آغرییر، ائویم و مر آغاجی‌نین کهربا گوزلری» از او توسط انتشارات قانون در کشور جمهوری آذربایجان هم به چاپ رسیده است.

## زندگی
بنابر اتوگرافی نویسنده، اولین اثر به چاپ رسیده وی داستانی تحت عنوان «کاسکت» بوده که در نشریه دیلماج چاپ شده‌است. او در کنار اولین داستان کوتاه خود دومقاله را هم به چاپ می‌رساند یکی «زنان سایه نشین» که در مورد زنان مبتلا به ایدز بوده و دیگری «آتشی که باید زودتر خاموش می شد» نام داشت که به مساله خودسوزی زنان می پرداخت (شماره پیاپی ۳۰-۳۱ (اسفند ۱۳۸۵ و فروردین ۱۳۸۶) تاریخ انتشار: ۱۳۸۵/۱۲/۱۵). مقاله دیگری در همان سال‌ها از او در روزنامه خراسان هم در مورد افراد مبتلا به جذام به چاپ می‌رسد. علاقه و پرداخت هم زمان رقیه کبیری به مسائل اجتماعی در کنار داستان و رمان بعدها با یک دیگر تلفیق شده سبب خلق رمان‌های اجتماعی شد. اگرچه پرداخت به مسائل اجتماعی به صورت مستقل هرگز از زندگی او از بین نرفت.
رقیه کبیری همچنین اولین سفرنامه‌نویس آذربایجانی است. اولین سفرنامه او تحت عنوان «ساچاقدان آسیلمیش اژدها» مربوط به سفر او به کشور چین و «ازبکستان سفرنامه سی» در مورد کشور ازبکستان نوشته شده‌است.

## کبیری در نگاه دیگران
عبدالمجید نجفی نویسنده حوزه کودک، در سی‌دومین نمایشگاه‌ بین‌المللی کتاب تهران در گفت‌وگو با خبرگزاری کتاب ایران (ایبنا) کبیری را رهرو راه نویسندگانی چون چون غلامحسین ساعدی، ‌رضا براهنی و صمد بهرنگی دانسته و وی را یکی از سرمایه‌های نویسندگی در ادبیات ترکی آذربایجانی عنوان کرده است، «جوانانی که در حال حاضر در زمینه نویسندگی فعالیت می‌کنند، به ویژه بانوان نویسنده مانند آرزو اسلامی، نعیمه کرداوغلی،‌ رقیه کبیری و فریبا چلبی‌یانی که خوب و علاقه‌مندانه کار می‌کنند، جلساتی در این زمینه برگزار می‌کنند و در فضای مجازی هم مشغولند سرمایه ادبیات ایران و تبریزند.» 

## داستان و رمان[۲]
- اوره ییم آغرییر- مجوعه داستان که توسط انتشارات قانون به سال ۲۰۱۲ در باکو چاپ شده است.
- بو قاپی هئچ چالینمایاجاق- مجموعه داستان - انتشارات یاران - تبریز، ۱۳۹۲
- ائویم( رمان) –انتشارات یاران - تبریز، ۱۳۹۲(این رمان توسط انتشارات قانون به سال ۲۰۱۲ در باکو چاپ شده است.)
- آنلاین یازیلار –انتشارات یاران - تبریز، ۱۳۹۲
- ایچیمده کی قیز- مجموعه داستان- انتشارات یاران - تبریز، ۱۳۹۲ (در سال 2022 از سوی انتشارات بویوین‌آی به زبان ترکی استانبولی در ترکیه چاپ شده است.)
- یئردن اوجا تورپاق – رمان (علمی- تخیلی) انتشارات موغام - تبریز، ۱۳۹۳
- دونیا قابار چالیب یولداش - محموعه داستان - انتشارات موغام - تبریز، ۱۳۹۵
- ساچاقدان آسیلمیش اژدها، سفرنامه به زبان ترکی آذربایجانی.  انتشارات موغام- تبریز، ۱۳۹۵
- قوشلار داها قورخمورلار (رمان)- انتشارات آیدین، تبریز ۱۳۹۵ (این رمان به زبان فارسی ترجمه شده و تحت عنوان پرنده‌ها دیگر نمی‌ترسند به سال ۱۳۹۷ توسط انتشارات نشانه چاپ شده است.)
- اؤزبکیستان سفرنامه‌سی، انتشارات انور، تبریز، ۱۳۹۶
- مرّ آغاجینین کهربا گؤزلری(رمان)- انتشارات آیدین، تبریز، ۱۳۹۶. (این رمان توسط انتشارات قانون به سال ۲۰۱۲ در باکو چاپ شده است.)
- آجلیق باراتاسی (رمان)- انتشارات اختر، ۱۳۹۷. (رمان"آجلیق باراتاسی" در سال ۲۰۲۰ توسط انتشارات بئنگو BENGÜ به زبان ترکی استانبولی در ترکیه چاپ شده است.)
- ائندیم بولاق باشینا (یایلاق سفریندن یازیلار)، انتشارات اختر، ۱۳۹۷.
- آگورادا یاندیرین منی (مجموعه داستان) انتشارات اختر- تبریز، ۱۳۹۸.
- هر قولاغیمدا بیر قیزیل آلما (مجموعه داستان ) انتشارات اختر، تبریز ۱۳۹۸.
- دوشرگه (رمان) انتشارات اختر، تبریر 1400.
- آذربایجان روزنامه‌لرینده معاصر طب (جمع‌آوری و تدوین مقاله‌هایی در رابطه با طب نوین که در روزنامه‌های انجمن ( ۱۳۲۴-۱۳۲۷ ق. ۱۲۸۸-۱۲۸۵ش.)، آذربایجان (۱۳۲۰ش.)، آذربایجان (۱۳۲۵-۱۳۲۴ش.) درج شده است)، ناشر: بایقوش، تورنتو، کانادا.

سرکار خانم کبیری در دوازدهمین کنگره مجمع سالانه اتحادیه نویسندگان جمهوری آذربایجان به همراه رامیز روشن (چپ) و آنار رضایف (راست)]- باکو 2014

## کتاب شعر
- تبریزیم! آل تبیمی، مجموعه شعر، انتشارات نباتی. تبریز
- بیر اوجاقدا  لاراسی- اصلی کرم دن یئنی آنلاتی (مجموعه شعر مشترک- رقیه کبیری و کیان خیاو) [۹]

## ادبیات کودک
- خیالباز قورقور، 1397، انتشارات آیدین ساو (تصویرگر: نسیم صادق) [۱۰]

## ترجمه
- دنبال چشمانت می گردم( پرویز جبرائیلین سئچیلمیش شعرلرینین فارسجا ترجمه سی) انتشارات کشمر. 1392
- الیمدن دوشورم(سهیلا میرزایی‌نین می‌افتم از دستم، کتابینین سئچیلمیش شعرلرینین تورکجه ترجمه‌سی)، انتشارات مهری، انگلستان، 2019

داستان «ماواییل» و مسابقه آزادلیق رادیوسی در کشور جمهوری آذربایجان و دریافت جایزه مقام اول - باکو 2012

## جوایز و افتخارات
- داستان «ماواییل» در سال 2012 و در مسابقه آزادلیق رادیوسی در کشور جمهوری آذربایجان از بین 180 اثر به مقام اول رسیده است.[۱۱][۱۲]
- داستان «منی آگورادا یاندیرین» در سال ۱۳۹۵در مسابقه محمود کاشغری در کشور ترکیه به مقام سوم رسیده است.
- داستان «گؤیرچین قیزلار» در سال ۱۳۹۷ در مسابقه محمود کاشغری در کشور ترکیه به مقام سوم رسیده است.
- داستان «پاسبان‌های بطنم» در سال ۱۳۹۸ در سی و ششمین نمایشگاه بین‌المللی فیلم کوتاه تهران، بخش داستان اقتباسی از میان ۶۵۰ اثر به مقام دوم رسید.[۱۳]
- کسب مقام توسط فیلم «قارال» به کارگردانی قادر فریور در جشنواره‌های «پروین اعتصامی» و «سیب» که بر اساس داستان کوتاه «قار یاغیر» رقیه کبیری ساخته شده‌است.[۱۴][۱۵][۱۶]
- ترجمه به فارسی رمان "قوشلار داها قورخمورلار" به نام "پرنده‌ها دیگر نمی‌ترسند" با ترجمه حمزه فراهتی و چاپ شده توسط انتشارات نشانه در بخش ویژه "ترجمه از زبانهای مادری به فارسی" در نوزدهم و بیستمین دوره‌های جایزه مهرگان ادب رمان قابل تقدیر شناخته شد.
- ترجمه به فارسی رمان "مر آغاجی‌نین کهربا گؤزلری" با نام چشمان کهربایی درخت مر با ترجمه حمزه فراهتی و چاپ شده توسط انتشارات نشانه در بخش ویژه "ترجمه از زبان مادری" در بیستم و بیست‌ویکمین دوره جایزه مهرگان ادب رمان برگزیده شناخته شد.

## انصراف از دریافت جایزه در سی و ششمین جشنواره‌ی بین‌المللی فیلم کوتاه تهران
رقیه کبیری داستان‌نویس و عضو کانون نویسندگان ایران با انتشار نامه‌ی سرگشاده که نسخه‌ای از آن را به این صفحه فرستاده است از مقام دومی و دریافت جایزه کناره گرفت.
این نویسنده در سی و ششمین جشنواره‌ی بین‌المللی فیلم کوتاه تهران در شاخه‌ی داستان اقتباسی مقام دوم را کسب کرده بود اما در همراهی و همدردی با مردم معترضی که در جریان اعتراضات آبان به سختی سرکوب شدند « از این مقام و جایزه‌ی نقدی» انصراف داد.
متن کامل نامه‌ی سرگشاده:
مسئولین محترم انجمن سینمای جوان و بنیاد ادبیات و داستان ایرانیان با سلام. اینجانب رقیه کبیری که با داستان پاسبان‌های بطنم در سی و ششمین جشنواره‌ی بین‌المللی فیلم کوتاه تهران در شاخه‌ی داستان اقتباسی مقام دوم را کسب کرده بودم، در پی حوادثی که یک روز پس از اختتامیه‌ی این جشنواره روی داد و باعث داغدار شدن بسیاری از مردم کشورم شد، انصراف خود را از این مقام و جایزه‌ی نقدی اعلام می‌کنم
با احترام
۲۱ آذر ۱۳۹۸ 